# Лебедівка (Вишгородський район)
Лебеді́вка — село в Україні, у Вишгородському районі Київської області. Орган місцевого самоврядування — Пірнівська сільська рада. Населення становить 1257 осіб (станом на 2001 рік). Село розташоване на південному сході Вишгородського району, за 18 кілометрів від районного центру, неподалік Київського водосховища.

## Географія
Село Лебедівка лежить за 11,2 км на північний схід від районного центру, фізична відстань до Києва — 13,9 км.
| Клімат Лебедівки        | Клімат Лебедівки | Клімат Лебедівки | Клімат Лебедівки | Клімат Лебедівки | Клімат Лебедівки | Клімат Лебедівки | Клімат Лебедівки | Клімат Лебедівки | Клімат Лебедівки | Клімат Лебедівки | Клімат Лебедівки | Клімат Лебедівки | Клімат Лебедівки |
| Показник                | Січ.             | Лют.             | Бер.             | Квіт.            | Трав.            | Черв.            | Лип.             | Серп.            | Вер.             | Жовт.            | Лист.            | Груд.            | Рік              |
| Середній максимум, °C   | −2,5             | −1               | 4,2              | 13,8             | 20,8             | 23,9             | 25,1             | 24,3             | 19,2             | 12,4             | 4,9              | 0,1              | 12,1             |
| Середня температура, °C | −5,3             | −4,1             | 0,7              | 9,0              | 15,4             | 18,7             | 19,9             | 19,0             | 14,2             | 8,4              | 2,3              | −2,2             | 8,0              |
| Середній мінімум, °C    | −8,1             | −7,2             | −2,8             | 4,3              | 10,1             | 13,5             | 14,7             | 13,8             | 9,3              | 4,4              | −0,2             | −4,5             | 3,9              |
| Норма опадів, мм        | 43               | 39               | 35               | 47               | 50               | 75               | 84               | 64               | 49               | 37               | 48               | 48               | 619              |
| ----------------------- | ---------------- | ---------------- | ---------------- | ---------------- | ---------------- | ---------------- | ---------------- | ---------------- | ---------------- | ---------------- | ---------------- | ---------------- | ---------------- |
| Джерело:                |                  |                  |                  |                  |                  |                  |                  |                  |                  |                  |                  |                  |                  |

## Археологія
В урочищі Коло Містка та Поле Градобиці виявлені поселення середньодніпровської культури.
В урочищі Коло Містка у 1950 році відкрито поселення пізньої бронзової доби, за яким у кінці 1970-их років виділено Софією Березанською Лебедівську культуру.
Виявлено вироби підгірцівської культури.
Між озером Підбириче та лісом, а також в урочищі Ошвин — залишки двох невеликих, майже повністю зруйнованих давньоруських селищ.

## Історія
Заснування села Лебедівка (Вишгородський район) 
Хутір Лебедівка згадано вже у довіднику «Населені місця Київщини» за 1927 рік як хутір, де було 120 дворів та 527 мешканців.
Історія сучасного села Лебедівка починається на початку XX століття. За народними переказами, у 1930-х роках у цій місцевості оселився чоловік на прізвисько Лебідь, який збудував собі дім і почав обробляти землю. Саме від його прізвиська, за легендою, походить назва села. 
Варто згадати що поле між Лебедівкою та Нижчою Дубечнею є торфяне і осушене меліорацією, а значить було непрохідним болотом. 
Дід Лебідь був відомий тим, що знав стежки навколо в лісах та по болотах, які були навколо і був провідником по них.
Карта 1943 року має мітку про Лебедев Хутор, що підтверджує вищесказане. 
Адміністративні зміни

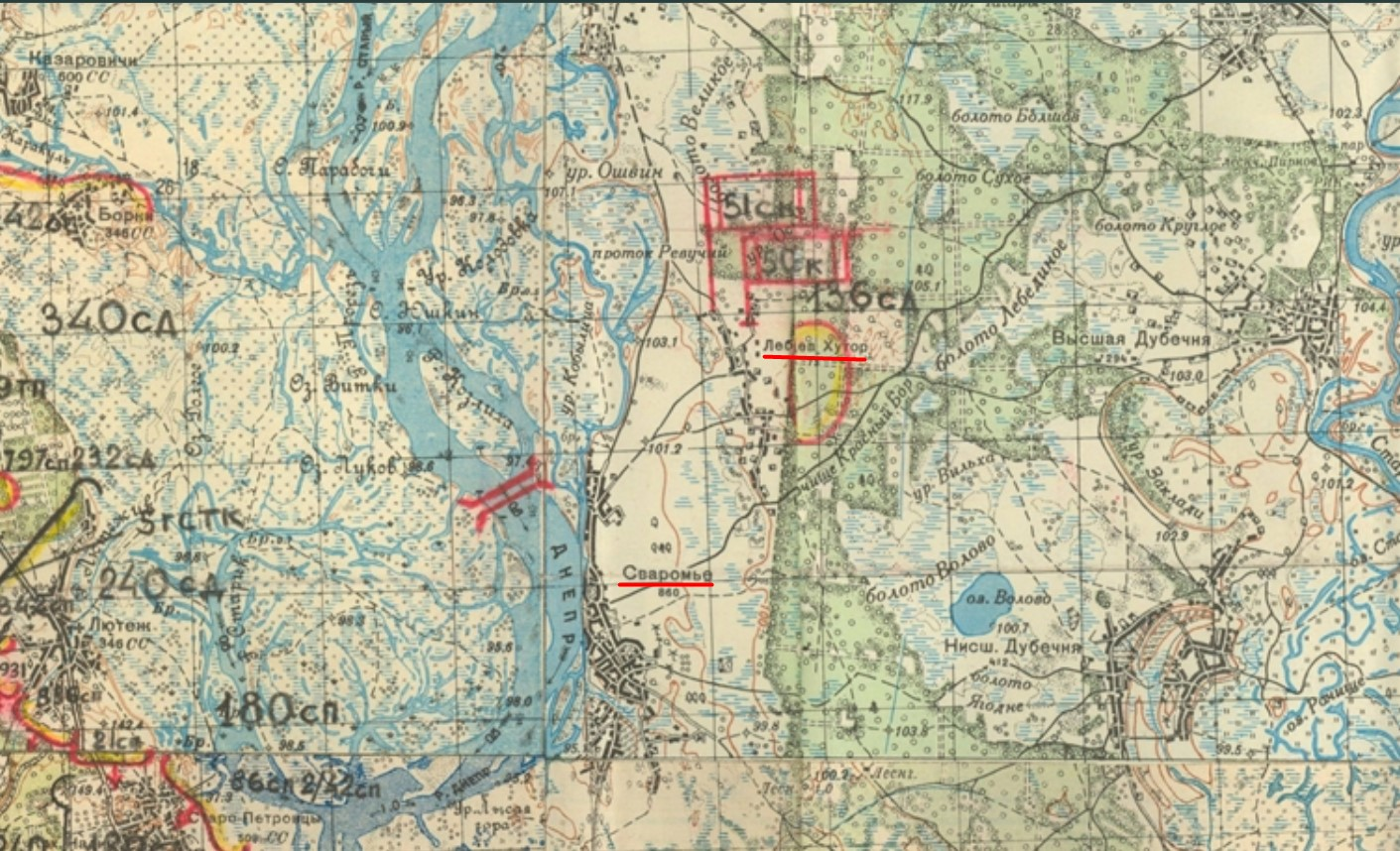

До 1923 року територія, на якій розташоване село, входила до складу Остерського повіту, а до 1925 року — до Чернігівської губернії. У 1919 році була утворена Лебедівська сільська рада, яка функціонувала до адміністративних реформ. 
Друга світова війна
Під час Другої світової війни, з вересня 1941 до вересня 1943 року, Лебедівка була під німецько-фашистською окупацією. Від 18 жовтня до листопада 1943 року тут розташовувався командний пункт 1-го Українського фронту під командуванням генерала М. Ватутіна. У братській могилі села поховано 1202 радянських воїни, які загинули під час форсування Дніпра. На фронтах загинули 378 жителів села. У Лебедівці минули дитинство і юнацькі роки Героя Радянського Союзу Никифора Шолуденка, який брав участь у визволенні Києва та похований у столичному парку Вічної Слави. 
Ще цікавий факт це те що тут в часи війни був найбільший польовий госпіталь, який німці розбомбили, він був недалеко в лісі, і там були поховання, які потім частково перенесені в братську могилу на край села, саме в те місце де стояли радянські "Катюші" з яких робили артилерійську підготовку під час відвоювання Києва і форсуванні Дніпра на Лютіжському плацдармі.
Повоєнний період 
На початку 1960-х років до Лебедівки були переселені мешканці сіл Сваром’я, Старосілля, Тарасовичі та Ошитки, які були затоплені під час створення Київського водосховища.
До 1973 Лебедівка перебувала у складі Києво-Святошинського району, відтоді — у межах Вишгородського району.
У радянський період працювали потужні рибоколгосп ім. В. Чапаєва та радгосп «Ягідний» ім. Н. Шолуденка.

## Економіка
У селі Лебедівка Вишгородського району Київської області зареєстровано понад 200 юридичних осіб.
Нині у селі — ТОВ "Український племінний кролівницький комплекс": (осн. напрям — розведення кролів порід Новозеландська біла та Каліфорнійська), підприємство з виготовлення паркету, с.-г. вироб. кооператив.

## Освіта
У 1937 році в Лебедівці була відкрита перша початкова школа, яка розташовувалась у невеликому будинку на території нинішнього СВК ім. Шолуденка.
У селі Лебедівка Вишгородського району Київської області функціонує декілька освітніх закладів, які забезпечують навчання та виховання дітей різного віку.
Лебедівська гімназія 
Головним закладом загальної середньої освіти є Лебедівська гімназія Пірнівської сільської ради. Розташована за адресою: вулиця Сваромська, 2. Гімназія надає освітні послуги для учнів 1–9 класів, охоплюючи початкову та базову середню освіту. Засновником закладу є Пірнівська сільська рада. Станом на жовтень 2024 року, обов'язки директора тимчасово виконує Марченко Юлія Петрівна. 
Заклад дошкільної освіти "Світлячок"
Для наймолодших мешканців села працює заклад дошкільної освіти (дитячий садок) "Світлячок", розташований за адресою: вулиця Сваромська, 5. Директором закладу є Ткач Олександра Олександрівна. 
Приватні освітні ініціативи
У Лебедівці також діє приватний навчально-виховний комплекс "Клевер Кідс Рів'єра Вілас", що поєднує дошкільний навчальний заклад та загальноосвітній навчальний заклад І ступеня. Заклад розташований за адресою: вулиця Сагайдачного, 50. 

## Населення
Станом на 1989 рік у селі проживали 1523 особи, серед них — 664 чоловіки і 859 жінок.
За даними перепису населення 2001 року у селі проживали 1257 осіб. Рідною мовою назвали:
| Мова       | Кількість осіб | Відсоток |
| ---------- | -------------- | -------- |
| українська | 1195           | 95,07 %  |
| російська  | 48             | 3,82 %   |
| білоруська | 6              | 0,48 %   |
| польська   | 1              | 0,08 %   |
| інші       | 7              | 0,55 %   |

## Соціальна сфера
Функціонують клуб, лікарська амбулаторія, Ощадбанк, Укрпошта, Нова Пошта.

## Культура
За межами села став відомим хор «Лебідонька».

## Релігія
Діє церква Св. пророка Іллі УПЦ КП.

## Пам'ятки
- Братська могила радянських воїнів[d]
- Пам'ятник на честь воїнів-односельчан[d]
- Пам'ятник Никифору Шолуденку[d]

## Відомі люди
У місцевій школі навчався Никифор Шолуденко — Герой Радянського Союзу, у роки радянсько-німецької війни командир розвідувального взводу 22-ї гвардійської танкової бригади 5-го гвардійського танкового корпусу 38-ї армії 1-го Українського фронту, гвардії старшина.

## Цікаві факти
Про село написана «Пісня про Лебедівку» (музика Валерія Титаренка, слова Петра Паливоди), яка у виконанні Юрія Кромбета стала лауреатом Всеукраїнського фестивалю сучасної естрадної пісні «Пісенний вернісаж — 2006».